# Ішлеї (селище)
Ішле́ї (рос. Ишлеи, чув. Ишлеййĕ) — селище у складі Чебоксарського району Чувашії, Росія. Входить до складу Сіньял-Покровського сільського поселення.
Населення — 40 осіб (2010; 43 у 2002).
Національний склад:
- чуваші — 91 %

Стара назва — Ішлей.